# Рамбам (медицинский комплекс)
Медицинский центр «Рамбам» (ивр. רמב"ם - הקריה הרפואית לבריאות האדם‎) — израильский государственный медицинский комплекс, расположенный в районе Бат-Галим города Хайфа.
Медицинский центр «Рамбам» является крупнейшим многопрофильным лечебно-диагностическим и реабилитационным центром северного региона Израиля. Медицинское учреждение названо в честь выдающегося еврейского философа, врача и учёного средневековья, Рабби Моше бен Маймона (Маймонида), также известного под именем Рамбам.

## Возможности медицинского обслуживания

### Основные отделения
- Диагностический центр

кардиологическая диагностика, диагностика патологий головного мозга, обследование органов ЖКТ и составление карты генов для выявления наследственных заболеваний.
- Онкологический центр

сертификат Европейского общества клинической онкологии (ESMO).
- Центр нейрохирургии

операции на головном и спинном мозге, установки для стереотаксической радиохирургии и радиотерапии, эндоскопические методики, интраоперационный мониторинг.
- Центр кардиохирургии

хирургическое лечение врожденных и приобретенных пороков сердца, хирургия клапанов сердца, шунтирование.
- Отделение торакальной хирургии

отделения хирургии пищевода, хирургии травм и патологий легких, онкологического лечения, комплексной хирургии эндокринных желез.
- Специализированная детская больница Рут Раппопорт

## История

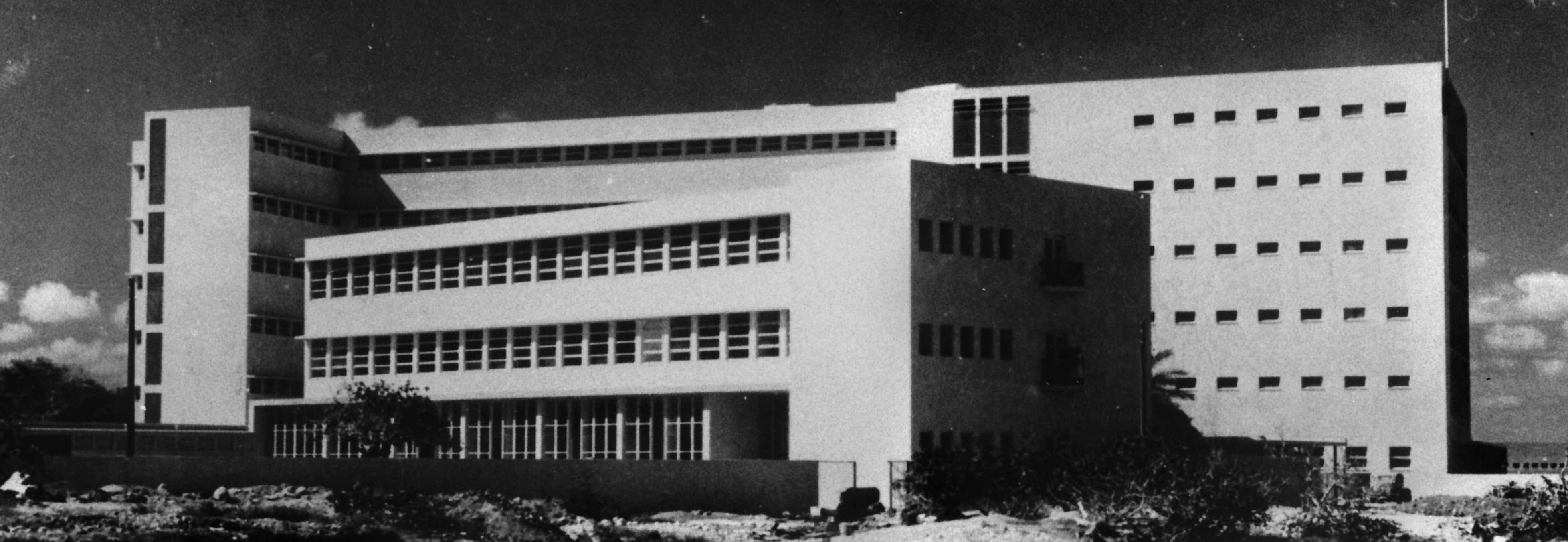
Архитектура комплекса в стиле баухаус

Медицинский центр «Рамбам» был основан в 1938 году, в годы британского мандата и был представлен Верховным комиссаром Палестины, Сэром Гарольдом МакМайклом как медицинское учреждение, рассчитанное на стационарное лечение 225 пациентов. Первое название этой клиники: Британский правительственный госпиталь Хайфы. Архитектор Эрих Мендельсон, представитель школы баухауза, был уполномочен создать проект здания, которое планировалось построить на небольшом мысе у подножия горы Кармель, к северо-западу от порта Хайфы. После образования государства Израиль в 1952 году, госпиталь был переименован в медицинский центр «Рамбам».

## Развитие
В октябре 2010 года началась работа по строительству бронированного подземного госпиталя для чрезвычайных ситуаций, способного выдержать любые физические, химические и биологические атаки. Проект также включает трехэтажную автомобильную стоянку, которая в кратчайшие сроки может быть преобразована в клинику на 2000 койко-мест. Этот госпиталь будет снабжен мощностями для самостоятельной генерации энергии, сохранению запасов кислорода, питьевой воды и медицинских препаратов, которых будет достаточно на 3 дня.
Медицинский центр «Рамбам» является академической, клинической и научно-исследовательской базой. Одной из задач его деятельности является подготовка будущих медицинских кадров, а также специалистов парамедицинских профессий.
Направления: сердечно-сосудистая хирургия, пластическая хирургия, кардиология, акушерство, искусственное оплодотворение, урология, педиатрия и другие.